# Oroscopa belus
Oroscopa belus är en fjärilsart som beskrevs av William Schaus 1914. Oroscopa belus ingår i släktet Oroscopa och familjen nattflyn. Inga underarter finns listade i Catalogue of Life.